# Шоломник короткохвостий
Шоломник короткохвостий (Paradigalla brevicauda) — вид горобцеподібних птахів родини дивоптахових (Paradisaeidae).

## Поширення
Ендемік Нової Гвінеї. Поширений у центральній гірські системі, переважно у горах Маоке та Бісмарка. Населяє гірські тропічні ліси до 1500 м над рівнем моря, але також колонізує вторинні лісові райони і ліси з домінуванням Nothofagus.

## Опис
Невеликий птах, завдовжки до 23 см, вагою 155—184 г. Схожий на шпака або піту через його темний колір, довгий, злегка вигнутий конічний дзьоб і ділянки оголеної кольорової шкіри біля основи дзьоба. Статевий диморфізм виражений слабо. Оперення чорного кольору по всьому тілу з коричневими відтінками на нижній частині живота, оливковими відблисками на спині і грудях, та блакитними на вершині голови і потилиці. Дзьоб і ноги чорні, а очі червонувато-коричневі з синім неопереним навколоочним кільцем. В основі дзьоба є м'ясистий наріст (карункул), жовтого кольору над дзьобом та блакитного з боків основи дзьоба.

## Спосіб життя
Трапляється парами або поодинці. Живе під пологом лісу. Живиться фруктами, комахами та дрібними хребетними (переважно сцинками).
Моногамний вид. Немає чітко визначеного сезону розмноження, гнізда з яйцями спостерігали в різні пори року.